# Хеден, Йоханна
Йоханна Мария Хеден, урожденная Боуэлл (21 июля 1837[…], Norrbyås[…] — 10 декабря 1912, Эребру) — шведская акушерка, фельдшер (или цирюльница), аптекарь и парикмахер. Она является первым известным лицензированным фельдшером женского пола в Швеции и, таким образом, первой известной официально образованной и обученной женщиной-хирургом в Швеции.

## Жизнь
Йоханна Хеден родилась в бедной семье, была шестой из семи выживших детей часовщика Андерса Боуолла (ум. 1853) и Майи Ларсдоттер (ум. 1846). Её мать умерла при родах из-за некомпетентной акушерки.
Боуэлл посещала школу всего один год, так как её отец считал, что образование предназначено только для мальчиков, работала горничной в Карлскуге и Эребру, а после смерти отца в 1853 году переехала в Стокгольм в раннем подростковом возрасте, чтобы стать горничной. Работодательница Йоханны убедила её брата разрешить ей учиться.
Хеден получила лицензию акушерки в 1858 году (в Allmänna Children’s Exchange), после чего она также выучилась на аптекаря. С приёмом на учёбу были проблемы, потому что правила того времени гласили, что только женщина, которая сама родила ребёнка, имела право на акушерское образование. Затем она работала на медном заводе Густава и Карлберга в Оре. Она заботилась о прививках и отвечала за снабжение лекарствами. Через «переписку с губернским врачом» она работала также фармацевтом. Затем она какое-то время работала в Нярке.
Далее Йоханна продолжила обучение на цирюльника, которые в то время выполняли несложные хирургические операции. Йоханна Хеден сдала в Sundhetskollegium экзамен на парикмахера и цирюльника (швед. i allt hvad till badare — och fältskärsyrket hörer) и принесла профессиональную присягу перед магистратом Стокгольма и 7 августа 1863 года, что официально сделало её первой обученной женщиной-хирургом в Швеции и дало ей разрешение заниматься профессиональной деятельностью в этой области. Сама она говорила: «Я сдавала экзамен к большому неудовольствию коллег-мужчин, а после этого практиковалась в рабочих условиях и часто помогала при травмах».
Затем она работала в оздоровительном центре Huså, а в свободное время изучала английский и немецкий языки.
В 1867 году Хеден стала инструктором и директором Института акушерства в Сальгренской больнице в Гётеборге. Как директор, она получила доступ к английским и немецким данным и разработала свои собственные методы, такие как остановка обильного кровотечения сжатием аорты и способы более быстрого извлечения плаценты.
В 1877 году она вышла замуж за директора школы Петера Хедена, от которого в 1878 году у неё родилась дочь, но дочь умерла от кишечной инфекции, не дожив до 1 года, а муж — от пневмонии через шесть месяцев. После смерти мужа она открыла частную практику.
В 1885 году Боуэлл основала Göteborgs Barnmorskesällskap (Гётеборгскую акушерскую ассоциацию), первый и старейший женский профсоюз в Швеции: в следующем году по её инициативе также была основана Svenska Barnmorskeförbundet (Шведская ассоциация акушерок) с ней в качестве заместителя председателя. Это привело к расширению и развитию обучения акушерок, больничных и пенсионных фондов, бесплатному раствору карболки для бедных пациентов и бесплатному купанию акушерок в банях. Ассоциация приглашала представителей Медицинской коллегии, Духовного отделения, женского движения и врачей. Она также основала журнал Jordemodern Шведской ассоциации акушерок в 1888 году. Она сама вносила свой вклад в журнал в своей колонке «Syster Stork» до самой своей смерти, где писала о калечащих операциях на половых органах, изнасиловании и противозачаточных средствах. Она интересовалась разработкой инструкций для акушерок, таких как мытьё рук карболом и лизолом для предотвращения инфекций.
Йоханна Хеден была членом Женской ассоциации Гётеборга и приглашала её членов на лекции ассоциации акушерок, участвовала во Фрамате под подписью Фольке и критиковала тогдашние представления о неспособности женщин понять научное образование.
Она закончила свою работу акушеркой в 1892 году, а затем переехала на ферму за пределами Эребру со своей подругой Кларой Норберг и полностью посвятила себя своей работе в качестве обозревателя в Jordemodern. В своём завещании она учредила фонд для акушерок.

## Наследие
Улица в Гётеборге была названа в честь Йоханны Хеден.
Перед больницей Эстра в Гётеборге установлена статуя Йоханны Хеден работы Инги-Луизы Линдгрен.